# 蕭天潤
蕭天潤（1952年11月16日—），中華民國空軍上校、前中國人民解放軍空軍中校，江西省贛縣人，為原屬中国人民解放军海軍航空兵、後駕機投奔至台灣之飛行員，已於2010年退役，現為擔任空軍航空技術學院文職教員。

## 簡歷
蕭天潤原屬中國人民解放軍海軍北海艦隊航空兵第三轟炸師第七團第三大隊正營職副大隊長，駐地山東膠州。他於1985年8月25日駕轟-5轟炸機自中國大陸山東省膠州飛往韓國，但因油料耗盡迫降全羅北道裡里市（現益山市），造成機員一死二傷。當時身處地面的韓國農夫裴奉煥（배봉환）亦遭擊身亡；事後另一名傷者通信射擊員劉書義（大隊通信副主任）在痊癒後帶著死者領航員孫茂春（孫武春，大隊領航副主任）之骨灰返回大陸，蕭天潤則在9月20日被送至台灣，並獲黃金3,000兩，折合新台幣3,910萬元。
蕭天潤抵台後放棄共產黨員身分，並敘階空軍中校，但遲至約2001年方升上校，升遷的原因據悉為隨同空軍總司令李天羽至美參訪時因客观分析“匪情”頗得美國人认同，回國後遂為李天羽所獎勵特與升遷。2005年調任空軍航空技術學院，2010年以上校軍階屆齡退伍。為在中華民國國軍部隊服役的多位反共義士中，最後一位退伍者，現轉任聘雇的文職教員。
在台灣期間曾有三段婚姻並有子女（都就讀高中以上），其中最知名的為首段婚姻，對象為時任台視的主播張德芬。
2011年，蕭天潤在接受英国广播公司中文網訪問中表示，他是因為受其它思想的影响，想从当时封闭的中国大陸到外面看一看，因此起念「投誠」。如果時間可以重新開始，他可能不會走這條路（指不會選擇投奔中華民國）。不過蕭天潤強調无论在哪里自己都是「中國人」，並對兩岸的和緩與大陸老百姓生活的改變感到欣喜。此外他對不能返回家鄉探望感到遺憾，並希望中國共產黨能往前看，如能讓他回去探亲他會感謝共产黨。